# Rosa Beddington
Rosa Susan Penelope Beddington FRS (Hampshire, 23 de março de 1956 – Great Tew, 18 de maio de 2001) foi uma biologista britânica, cuja carreira teve grande impacto sobre a biologia do desenvolvimento.